# Чемпіонат Болгарії з футболу 1924
Державний чемпіонат Болгарії 1924 — 1-й сезон найвищого рівня футбольних змагань Болгарії. У турнірі, що організувала Болгарська національна спортивна федерація, взяли участь шість клубів, переможців шести спортивних федерацій Болгарії. Через суперечності між командами у півфіналі змагання не були завершені та переможець визначений не був.

## Перший раунд
Клуби Владислав (Варна) та Победа (Пловдив) пройшли до наступного раунду після жеребкування.
| Команда 1            | Рахунок | Команда 2         |
| -------------------- | ------- | ----------------- |
| Чорноморець (Бургас) | 0:7     | Левські (Софія)   |
| Орел (Враца)         | 1:0     | Кракра (Перник)   |
| Владислав (Варна)    | 3:0     | Асеновец (Сливен) |

## 1/2 фіналу
| Команда 1        | Рахунок | Команда 2         |
| ---------------- | ------- | ----------------- |
| Победа (Пловдив) | 5:0     | Орел (Враца)      |
| Левські (Софія)  | 0:0     | Владислав (Варна) |

Матч між клубами Левські (Софія) та Владислав (Варна), який відбувався у Софії, закінчився з рахунком 0-0. Додатковий час був не призначений через настання сутінків. Клуб із Варни поїхав додому, сподіваючись, що доля путівки в фінал вирішиться у матчі-переграванні, який відбудеться у Варні. Болгарська національна спортивна федерація погодилась на такий перебіг подій за умови, що Північноболгарська спортивна федерація покриє транспортні витрати столичної команди. Зрештою згоди не було досягнуто і чемпіонат на цьому припинився.